# Microdermal
En microdermal eller surface anchor er en kropsudsmykning, som er udviklet ud fra teknikkerne brugt ved pocketing, dermal anchoring og transdermal implantationer. Den nemmeste måde at beskrive smykket på er som en flad plade, der sidder under huden med en enkelt udgang for smykkets kugle, så det ser ud, som om det er skruet på huden.

## Smykke
Der er mange microdermal smykker der minder om hinanden og bliver lavet af flere forskellige producenter, men de deler alle grundlæggende design elementer. Den del af smykket der sidder under huden har et bestemt antal huller der tillader væv at vokse igennem for at fastsætte smykket. For at mindske risici skal smykket hellere være i titanium, end nogen som helst type stål.

## Procedure
Det "smukke" ved denne teknik er at det ikke kræver nogen specielle værktøjer. Dog kræver det advanceret teknik og et par rolige og erfarne hænder. En anden fordel ved en microdermal er at den generelt ikke er mere smertefuld end en almindelig surface piercing og kræver derfor normalt ikke at man bruger bedøvelse.

## Healing og efterbehandling
Selvom det er forholdsvist nyt, er et godt antal microdermals (af forskellige designs) sat i huden og healet. Med en udstødelsesprocent så lav som 2%. Efterbehandlingsråd er forskelligt fra piercer til piercer, men alle inkluderer at holde området rent, tørt og fri for irritation. Ophelingstiden er 1 – 3 måneder.

## Relaterede risici
- Indadgroende infektion
- Dyb microdermal placering
- Udstødelse
- Keloid
- Hypertrophic Scarring
- Blå mærker (midlertidigt)